# Jean-Luc Rasamoelina
Jean-Luc Rasamoelina, né le 4 octobre 1989 à Luanda, est un rameur angolais. Il est franco-malgache d'origine. 

## Carrière
En 2014, il devient vice-champion d'Afrique en deux de couple et en deux de couple poids légers. En 2015, il s'entraîne au Portugal au sein du Sporting Clube avec André Matias. Il est médaillé de bronze en deux de couple et en deux de couple poids légers aux Championnats d'Afrique d'aviron 2015.
Lors de la régate continentale à Tunis en 2015, il se qualifie pour les Jeux olympiques de 2016 où ils sont la première embarcation de l'Angola représentée dans ce sport. Le duo termine à la vingtième place de l'épreuve olympique de deux de couple.